# VR Bank Schlüchtern-Birstein
Die VR Bank Schlüchtern-Birstein eG war eine Genossenschaftsbank mit Sitz im hessischen Schlüchtern. Im Jahre 2018 fusionierte die Bank mit der VR Bank Fulda eG.

## Geschäftsgebiet
Zum Geschäftsgebiet gehörten der östliche Main-Kinzig-Kreis (ehemaliger Landkreis Schlüchtern) sowie die Stadt Birstein.

## Geschichte
Am 19. März 1865 wurde in Steinau an der Straße der Vorschuss-Verein Steinau gegründet, der 1928 in Volksbank Steinau umbenannt wurde. Bis 1954 befand sich die einzige Filiale im privaten Haus des Kaufmanns C. A. Wessel in der heutigen Brüder-Grimm-Straße; die Geschäfte führte sein Schwiegersohn Joseph Heimann, weshalb das Gebäude heute auch als Heimanns-Haus bekannt ist. Danach konnte ein neues Bankgebäude bezogen und 1962 auch eine Filiale im nahen Schlüchtern eröffnet werden.
Fünf Jahre später, im Jahr 1870 wurde in Birstein der Birsteiner Spar- und Vorschussverein gegründet. Dieser benannte sich 1938 in Birsteiner Volksbank um. 1949 konnte eine Zweigstelle in Schlierbach (heute Ortsteil von Brachttal) eröffnet werden, 1953 wurde die Spar- und Leihkasse der Wächtersbacher Steingutfabrik übernommen.
Die erste Genossenschaftsbank im Bergwinkel entstand 1892, als in Hohenzell (heute zu Schlüchtern) der Hohen-Niederzeller Darlehnskassenverein gegründet wurde. 1894 folgte in Ulmbach (heute zu Steinau an der Straße) der Spar- und Darlehnskassenverein Ulmbach. Schnell entstanden in den einzelnen Dörfern zahlreiche kleine Genossenschaftsbanken.
In den 1960er-Jahren schlossen sich die meisten kleineren Genossenschaftsbanken zu drei größeren Genossenschaftsbanken zusammen: die Raiffeisenbank Bergwinkel, die Raiffeisenbank Sterbfritz und die Raiffeisenbank Vogelsberg. 1987 fusionierten die beiden erstgenannten Raiffeisenbanken zur Raiffeisenbank Schlüchtern-Sinntal.
Im Jahr 1994 fusionierten die Volksbank Steinau und die Raiffeisenbank Schlüchtern-Sinntal zur Volksbank Raiffeisenbank Schlüchtern. Im Jahr 2005 nahm diese die Raiffeisenbank Ulmbach auf.
Die VR-Bank Schlüchtern-Birstein entstand im Jahr 2012 durch Fusion der Volksbank Raiffeisenbank Schlüchtern mit der Raiffeisenbank Vogelsberg. Im Jahr 2014 nahm diese schließlich noch die Birsteiner Volksbank auf.

## Service
Die Bank betrieb sieben Geschäftsstellen: zwei in Schlüchtern, zwei in Steinau (davon eine in Ulmbach) und eine jeweils in Birstein, Sinntal (Sterbfritz) und Brachttal (Hellstein).